# SEO contest
Seo Contest é um tipo de concurso que dispõe os profissionais de SEO uns contra os outros. Seu principal objetivo é alcançar uma alta posição na página de resultados do mecanismo de busca (SERP) de uma palavra-chave especifica.